# Mypne
Mypne  (ucraniano: Мирне) es una localidad del Raión de Odesa en el Óblast de Odesa de Ucrania. Según el censo de 2001, tiene una población de 2443 habitantes.